# Сушиця (Благоєвградська область)
Су́шиця (болг. Сушица) — село в Благоєвградській області Болгарії. Входить до складу громади Сімітлі.

## Населення
За даними перепису населення 2011 року у селі проживали 84 особи, з них 83 особи (98,8%) — болгари.
Розподіл населення за віком у 2011 році:
Динаміка населення: